# F Is for Family/Episodenliste
Diese Episodenliste enthält alle Episoden der US-amerikanischen Erwachsenen-Animationsserie F Is for Family, sortiert nach den US-amerikanischen Erstausstrahlungen. Die Fernsehserie umfasst derzeit fünf Staffeln mit 44 Episoden.

## Übersicht
| Staffel | Episodenanzahl | Episodenanzahl | Erstveröffentlichung USA | Erstveröffentlichung USA | Deutschsprachige Erstveröffentlichung |
| Staffel | Episodenanzahl | Episodenanzahl | Staffelpremiere          | Staffelfinale            | Deutschsprachige Erstveröffentlichung |
| ------- | -------------- | -------------- | ------------------------ | ------------------------ | ------------------------------------- |
| 1       | 6              | 6              | 8. Dez. 2015             | 8. Dez. 2015             | 8. Dez. 2015                          |
| 2       | 10             | 10             | 30. Mai 2017             | 30. Mai 2017             | 30. Mai 2017                          |
| 3       | 10             | 10             | 30. Nov. 2018            | 30. Nov. 2018            | 30. Nov. 2018                         |
| 4       | 10             | 10             | 12. Juni 2020            | 12. Juni 2020            | 12. Juni 2020                         |
| 5       | 8              | 8              | 25. Nov. 2021            | 25. Nov. 2021            | 25. Nov. 2021                         |

## Staffel 1
| Nr. (ges.) | Nr. (St.) | Deutscher Titel               | Originaltitel            | Erstveröffentlichung USA | Deutschsprachige Erstveröffentlichung (D/A/CH) | Regie            | Drehbuch                  |
| ---------- | --------- | ----------------------------- | ------------------------ | ------------------------ | ---------------------------------------------- | ---------------- | ------------------------- |
| 1          | 1         | Die roten Tränen von Göteborg | The Bleedin’ in Sweden   | 18. Dez. 2015            | 18. Dez. 2015                                  | Benjamin Marsaud | Bill Burr & Michael Price |
| 2          | 2         | Samstagshorror                | Saturday Bloody Saturday | 18. Dez. 2015            | 18. Dez. 2015                                  | Laurent Nicolas  | David Richardson          |
| 3          | 3         | Fehlschläge                   | The Trough               | 18. Dez. 2015            | 18. Dez. 2015                                  | Benjamin Marsaud | Michael Price             |
| 4          | 4         | Ein schrecklicher Tag         | F’ is for Halloween      | 18. Dez. 2015            | 18. Dez. 2015                                  | Laurent Nicolas  | Tom Gianas                |
| 5          | 5         | Bill Murphys freier Tag       | Bill Murphy’s Day Off    | 18. Dez. 2015            | 18. Dez. 2015                                  | Benjamin Marsaud | Emily Towers              |
| 6          | 6         | Ach du heilige Nacht          | O Holy Moly Night        | 18. Dez. 2015            | 18. Dez. 2015                                  | Laurent Nicolas  | David Richardson          |

## Staffel 2
| Nr. (ges.) | Nr. (St.) | Deutscher Titel          | Originaltitel      | Erstveröffentlichung USA | Deutschsprachige Erstveröffentlichung (D/A/CH) | Regie                                           | Drehbuch                      |
| ---------- | --------- | ------------------------ | ------------------ | ------------------------ | ---------------------------------------------- | ----------------------------------------------- | ----------------------------- |
| 7          | 1         | Schlittenfahren          | Heavy Sledding     | 30. Mai 2017             | 30. Mai 2017                                   | Romain Bounorre & Olivier Schramm               | Michael Price                 |
| 8          | 2         | Ein Mädchen namens Sue   | A Girl Named Sue   | 30. Mai 2017             | 30. Mai 2017                                   | Romain Bounorre & Olivier Schramm               | David Richardson              |
| 9          | 3         | Club der Lügner          | The Liar’s Club    | 30. Mai 2017             | 30. Mai 2017                                   | Romain Bounorre & Olivier Schramm               | Bill Burr                     |
| 10         | 4         | Nachtschicht             | Night Shift        | 30. Mai 2017             | 30. Mai 2017                                   | Romain Bounorre & Olivier Schramm               | Emily Towers                  |
| 11         | 5         | Breaking Bill            | Breaking Bill      | 30. Mai 2017             | 30. Mai 2017                                   | Romain Bounorre & Olivier Schramm               | Joe Heslinga                  |
| 12         | 6         | Das ist nicht gut        | This is Not Good   | 30. Mai 2017             | 30. Mai 2017                                   | Romain Bounorre, Olivier Schramm & Mike Roberts | Henry Gammill                 |
| 13         | 7         | Hochzeitstag             | Fight Night        | 30. Mai 2017             | 30. Mai 2017                                   | Romain Bounorre, Olivier Schramm & Mike Roberts | Eric Goldberg & Peter Tibbals |
| 14         | 8         | Problemlösungen          | F is for Fixing It | 30. Mai 2017             | 30. Mai 2017                                   | Romain Bounorre, Olivier Schramm & Mike Roberts | Valeri Vaughn                 |
| 15         | 9         | Bete den Schmerz hinfort | Pray Away          | 30. Mai 2017             | 30. Mai 2017                                   | Romain Bounorre, Olivier Schramm & Mike Roberts | Marc Wilmore                  |
| 16         | 10        | Verdrängen               | Landing the Plane  | 30. Mai 2017             | 30. Mai 2017                                   | Romain Bounorre & Olivier Schramm               | Michael Price                 |

## Staffel 3
| Nr. (ges.) | Nr. (St.) | Deutscher Titel             | Originaltitel                 | Erstveröffentlichung USA | Deutschsprachige Erstveröffentlichung (D/A/CH) | Regie           | Drehbuch                      |
| ---------- | --------- | --------------------------- | ----------------------------- | ------------------------ | ---------------------------------------------- | --------------- | ----------------------------- |
| 17         | 1         | Bereit für den Sommer?      | Are You Ready for the Summer? | 30. Nov. 2018            | 30. Nov. 2018                                  | Olivier Schramm | Eric Goldberg & Peter Tibbals |
| 18         | 2         | Ich kaufe ein L             | Paul Lynde to Block           | 30. Nov. 2018            | 30. Nov. 2018                                  | Sylvain Lavoie  | David Richardson              |
| 19         | 3         | Die Latte                   | The Stinger                   | 30. Nov. 2018            | 30. Nov. 2018                                  | Olivier Schramm | Marc Wilmore                  |
| 20         | 4         | Mr. Murphys verrückter Flug | Mr. Murphy’s Wild Ride        | 30. Nov. 2018            | 30. Nov. 2018                                  | Sylvain Lavoie  | Michael Price                 |
| 21         | 5         | Kampf der Geschlechter      | Battle of the Sexes           | 30. Nov. 2018            | 30. Nov. 2018                                  | Olivier Schramm | Emily Towers                  |
| 22         | 6         | Der Punsch                  | Punch Drunk                   | 30. Nov. 2018            | 30. Nov. 2018                                  | Sylvain Lavoie  | Joe Heslinga                  |
| 23         | 7         | Urlaub                      | Summer Vacation               | 30. Nov. 2018            | 30. Nov. 2018                                  | Olivier Schramm | Valeri Vaughn                 |
| 24         | 8         | Es ist in seinem Blut       | It’s In His Blood             | 30. Nov. 2018            | 30. Nov. 2018                                  | Sylvain Lavoie  | Henry Gammill                 |
| 25         | 9         | Frank der Vater             | Frank the Father              | 30. Nov. 2018            | 30. Nov. 2018                                  | Olivier Schramm | Bill Burr                     |
| 26         | 10        | Bill Murphys Ausflug        | Bill Murphy’s Night Off       | 30. Nov. 2018            | 30. Nov. 2018                                  | Sylvain Lavoie  | Michael Price                 |

## Staffel 4
| Nr. (ges.) | Nr. (St.) | Deutscher Titel       | Originaltitel         | Erstveröffentlichung USA | Deutschsprachige Erstveröffentlichung (D/A/CH) | Regie       | Drehbuch                   |
| ---------- | --------- | --------------------- | --------------------- | ------------------------ | ---------------------------------------------- | ----------- | -------------------------- |
| 27         | 1         | Der Beichtvater       | Father Confessor      | 12. Juni 2020            | 12. Juni 2020                                  | Rich Wilkie | Michael Price              |
| 28         | 2         | Nichts ist unmöglich  | Nothing is Impossible | 12. Juni 2020            | 12. Juni 2020                                  | Rich Wilkie | Henry Gammill              |
| 29         | 3         | Bringt mir einen Zahn | Bring Me A Tooth      | 12. Juni 2020            | 12. Juni 2020                                  | Rich Wilkie | David Richardson           |
| 30         | 4         | Das B-Wort            | The B Word            | 12. Juni 2020            | 12. Juni 2020                                  | Rich Wilkie | Valeri Vaughn              |
| 31         | 5         | Tief durchatmen       | Just Breathe          | 12. Juni 2020            | 12. Juni 2020                                  | Rich Wilkie | Joe Heslinga               |
| 32         | 6         | Komm zu Papa          | Come to Papa          | 12. Juni 2020            | 12. Juni 2020                                  | Rich Wilkie | Jessica Lee Williamson     |
| 33         | 7         | R is for Rosie        | R is for Rosie        | 12. Juni 2020            | 12. Juni 2020                                  | Rich Wilkie | Joe Piarulli & Luan Thomas |
| 34         | 8         | Murphy & Sohn         | Murphy & Son          | 12. Juni 2020            | 12. Juni 2020                                  | Rich Wilkie | Bill Burr                  |
| 35         | 9         | Cleveland             | Land Ho!              | 12. Juni 2020            | 12. Juni 2020                                  | Rich Wilkie | Sam Stefanak               |
| 36         | 10        | Ach du heilige Nacht  | Baby, Baby, Baby      | 12. Juni 2020            | 12. Juni 2020                                  | Rich Wilkie | Marc Wilmore               |

## Staffel 5
| Nr. (ges.) | Nr. (St.) | Deutscher Titel             | Originaltitel                  | Erstveröffentlichung USA | Deutschsprachige Erstveröffentlichung (D/A/CH) | Regie          | Drehbuch                              |
| ---------- | --------- | --------------------------- | ------------------------------ | ------------------------ | ---------------------------------------------- | -------------- | ------------------------------------- |
| 37         | 1         | Die Mahagoni-Festung        | The Mahogany Fortress          | 25. Nov. 2021            | 25. Nov. 2021                                  | Sylvain Lavoie | Michael Price                         |
| 38         | 2         | Das Rustvale-Massaker       | The Rustvale Massacre          | 25. Nov. 2021            | 25. Nov. 2021                                  | Sylvain Lavoie | Henry Gammill                         |
| 39         | 3         | Sackgasse                   | Blind Alley                    | 25. Nov. 2021            | 25. Nov. 2021                                  | Sylvain Lavoie | Valeri Vaughn                         |
| 40         | 4         | Danke vielmals              | Thank You So Much              | 25. Nov. 2021            | 25. Nov. 2021                                  | Sylvain Lavoie | Joe Heslinga                          |
| 41         | 5         | Die Suchenden               | The Searchers                  | 25. Nov. 2021            | 25. Nov. 2021                                  | Sylvain Lavoie | David Richardson                      |
| 42         | 6         | Vermurkst                   | Screw Ups                      | 25. Nov. 2021            | 25. Nov. 2021                                  | Sylvain Lavoie | Sam Stefanak & Jessica Lee Williamson |
| 43         | 7         | Frohe verf***te Weihnachten | A Very Merry F***ing Christmas | 25. Nov. 2021            | 25. Nov. 2021                                  | Sylvain Lavoie | Eric Goldberg & Peter Tibbals         |
| 44         | 8         | Auf Wiedersehen, Frankie    | Bye Bye, Frankie               | 25. Nov. 2021            | 25. Nov. 2021                                  | Sylvain Lavoie | Bill Burr                             |